# Borácay
Borácay es una isla tropical ubicada aproximadamente a unos 315 km al sur de Manila y a 2 km del extremo noroccidental de la isla de Panay, en la región filipina de las Bisayas Occidentales. Es uno de los destinos turísticos más populares del país. La isla se divide en los barangayes de Manoc-Manoc, Balabag y Yapak (3 de los 17 barangays que componen la municipalidad de Malay), y se encuentra bajo el control administrativo de la Autoridad del Turismo de Filipinas en coordinación con el gobierno provincial de Aclán.
Borácay cuenta con unos 20 000 habitantes. Su popularidad se debe a la transparencia de sus aguas y la finísima arena de su playa principal, considerada como una de las mejores del mundo.

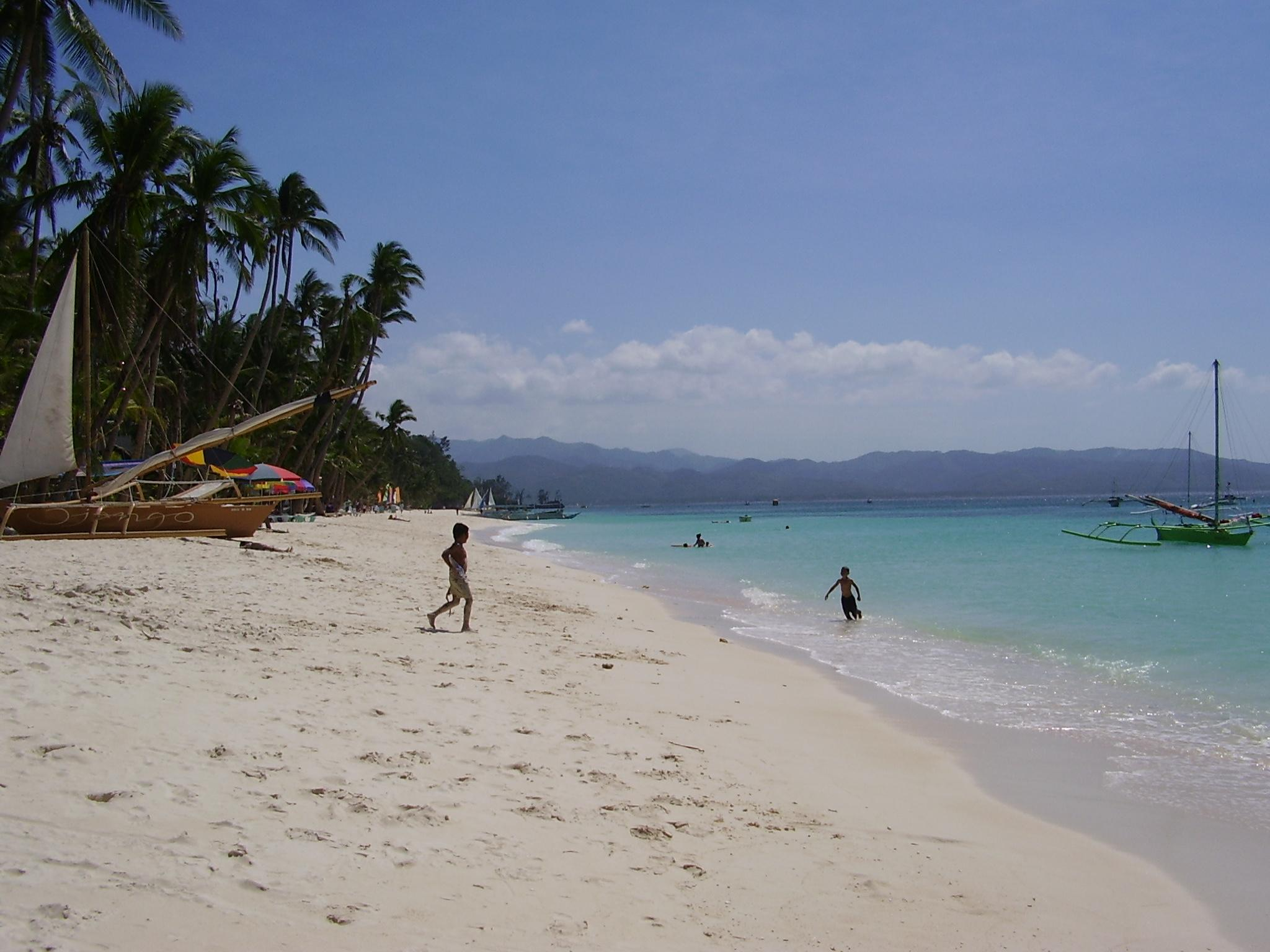
Playa de White Beach en Borácay, con la costa de Caticlán, en la isla de Panay, al fondo.

## Geografía
La isla de Borácay se encuentra junto a la esquina noroccidental de la isla de Panay y pertenece al archipiélago de las Bisayas. La isla tiene unos siete kilómetros de longitud, con forma de llave inglesa, y una anchura de menos de un kilómetro en su punto más estrecho. El área total es de 10,32 km².

## Playas y servicios
La playa de Cagban, orientada al sur, se ubica justo en un pequeño estrecho frente al muelle de Caticlán en la isla de Panay. Junto a ella, el muelle de Cagban sirve como el punto principal de entrada y salida a Borácay durante la mayor parte del año. Cuando los vientos y la mar así lo aconsejan, la playa de Tambisaan, en el costado oriental de la isla, actúa como acceso alternativo.
Las dos principales playas turísticas, White Beach y la playa de Bulabog, están situadas en los costados opuestos de la estrecha franja central de la isla. White Beach está encarada al oeste mientras que la playa de Bulabog mira hacia el este. La isla tiene varias playas más.
White Beach es la playa turística por excelencia. Recorrida por vendedores de souvenirs y masajistas ambulantes, a lo largo de sus más de 4 km de longitud se alinean complejos turísticos, restaurantes, bares y cibercafés. En la porción central de la playa, un camino de arena de unos dos kilómetros denominado Beachfront Path discurre a lo largo de ésta, separándola de los propios establecimientos turísticos. En los extremos norte y sur de White Beach, los establecimientos se alinean directamente frente a la propia playa. En años pasados, la entrada y salida a Borácay se realizaba desde pequeños embarcaderos ubicados a lo largo de Beachfront Path, pero desde el 2007 se utilizan únicamente los dos Muelles anteriormente mencionados, dependiendo del clima. Beachfront Path está conectado mediante varias carreteras y caminos a la carretera principal de la isla, Main Road, que se extiende a lo largo de esta. En el extremo norte de White Beach, un sendero bordea el cabo conectando White Beach con la playa de Diniwid.
En la costa opuesta a White Beach, la playa de Bulabog representa el segundo centro turístico y la  principal zona para la práctica del windsurf y el kitesurf.

## Infraestructuras
Las principales infraestructuras de transporte son el muelle de Cagban, en el extremo sur, y Main Road, la carretera asfaltada que recorre la isla longitudinalmente. En Borácay se encuentraFairways & Bluewater, un campo de golf de categoría internacional con 18 hoyos y par 72 diseñado por Graham Marsh. En el centro de Beachfront Path se encuentra D'Mall, un área comercial abierta con establecimientos de todo tipo.

## Acontecimientos
En Borácay se celebra una de las etapas del Asian Windsurfing Tour. La competición Boracay International Funboard Cup, que dura una semana, se suele celebrar en la playa de Bulabog cada mes de enero.
En enero tiene lugar el popular Festival de Ati-Atihan en la localidad de Calivo (en filipino, Kalibo), en la cercana isla de Panay. Borácay celebra una versión reducida de este festival durante la segunda o tercera semana de enero.
Cada año se celebran carreras en dragon boat con el patrocinio de la Federación Filipina de Dragon Boat, con equipos procedentes de Filipinas y otras naciones asiáticas. Las carreras se suelen celebrar alrededor de abril o mayo.

## Historia

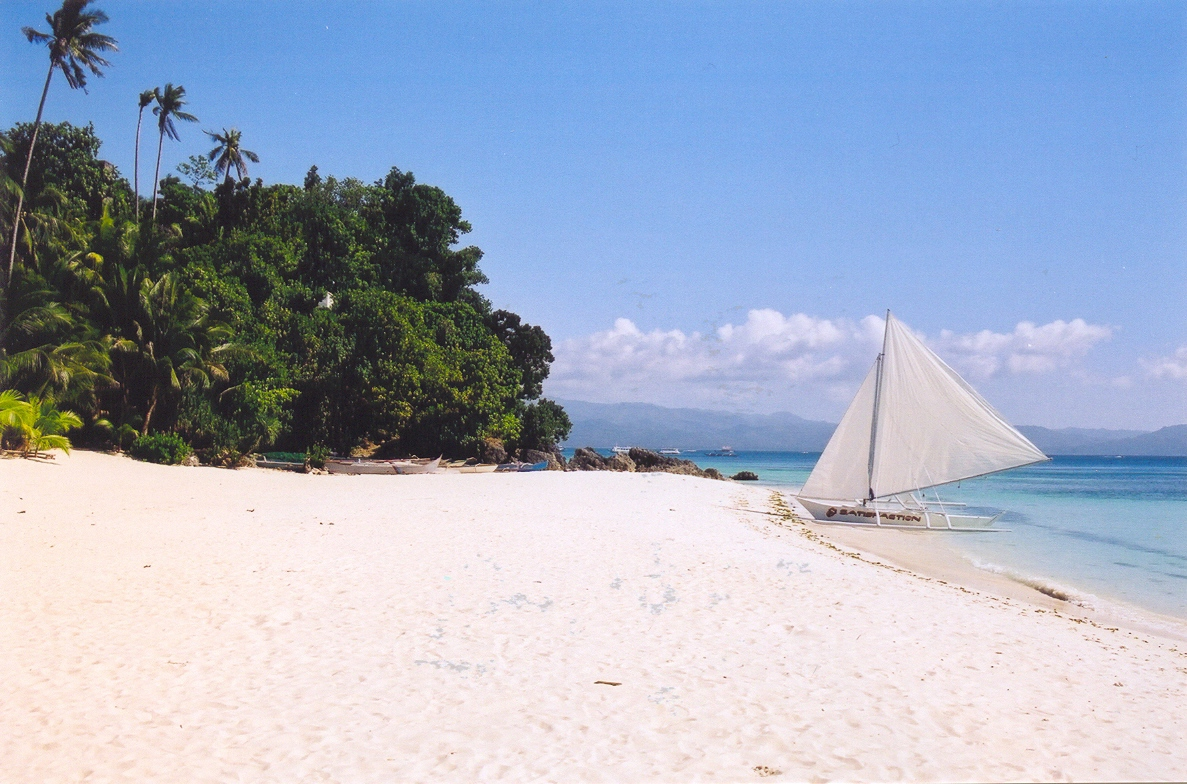
White Beach, Borácay (2003).

La isla estaba originalmente habitada por la etnia ati. Redescubierta para el turismo a partir de 1970, ha vivido profundos cambios desde entonces, con un número siempre creciente de visitantes.
En la mañana del 9 de diciembre de 2006, el ojo del tifón Utor pasó próximo a la costa norte de Borácay, provocando fuertes daños en numerosas infraestructuras. Se estima que fue el peor tifón de los últimos 20 años. Afortunadamente no hubo víctimas mortales y la isla estuvo recuperada para la temporada turística en poco más una semana.

## Idiomas
Además del idioma tagalo, en Borácay la mayoría de sus habitantes hablan inglés. También se habla el aclano, ya que Borácay es parte de la provincia de Aclán. Los habitantes originarios de la isla hablaban el idioma ati.

## Clima

### Estación seca y estación lluviosa
El año meteorológico en Borácay, como en el resto de Filipinas, se divide en estación seca y estación lluviosa (en filipino, amihan y habagat, respectivamente). La estación seca se caracteriza por temperaturas templadas, precipitaciones escasas y vientos del este. La estación lluviosa, por el contrario, presenta una fuerte humedad relativa y frecuentes lluvias torrenciales, con vientos del oeste.
En Borácay, el cambio del viento predominante supone el principal indicador del cambio de estación. Este cambio es a menudo radical, de un día para otro. Cuando no es así, se suelen observar una o dos semanas de transición. Generalmente, la estación seca en Borácay se extiende desde septiembre u octubre hasta mayo o junio, mientras que la estación húmeda comprende el resto de meses.
Las temperaturas diurnas tienden a oscilar entre 25-32 °C desde el comienzo de la estación seca hasta febrero o marzo, aumentando hasta los 28-38 °C hacia el final de la estación seca, y retornando a los 25-32 °C con la llegada de la estación húmeda y las primeras lluvias. Durante los periodos de tormenta tropical, el termómetro puede desplomarse por debajo de los 20 °C, que con la humedad y el viento pueden producir una sensación térmica notablemente inferior. Tales tormentas tropicales tienden a concentrarse durante la estación lluviosa, pero ocasionalmente también se presentan durante la seca.

### Impacto en el turismo
En buena parte debido a sus patrones climáticos, la afluencia turística en Borácay es mayor durante la temporada seca, cuando el viento sopla desde el este. El centro turístico de la isla, la playa de White Beach, está en el lado oeste, protegida del viento. En la temporada seca, sus aguas suelen presentar un aspecto reposado y cristalino mientras que, en el lado este, las colinas situadas en los extremos norte y sur de la isla canalizan los vientos sobre la costa, haciendo que la playa de Bulabog, protegida por arrecifes, sea ideal para practicar el windsurf y el kitesurf.
La mayor parte de los hoteles y complejos de Borácay tienen precios de temporada alta y baja coincidiendo con la época seca y lluviosa respectivamente. Algunos presentan además precios de temporada punta durante el periodo de Navidad y Año Nuevo, la Semana Santa y el Año Nuevo chino.

## Transporte

### Cómo llegar

#### Por avión
Desde el aeropuerto doméstico de Manila o desde el aeropuerto de Cebú se puede volar a Borácay vía Calivo (45 minutos) o vía Caticlán (30-40 minutos). Desde el aeropuerto de Calivo se puede tomar un autobús o una camioneta con aire acondicionado hasta el muelle de Caticlán, donde se llega hasta la isla en trimarán motorizado. La corta distancia que separa el aeropuerto de Caticlán y su muelle se puede recorrer caminando en un pequeño paseo o contratando un triciclo con motor que nos llevará en tres minutos.
Algunas de las líneas aéreas que vuelan a Calivo y Caticlán son:
De Manila a Caticlán:
- Asian Spirit
- Corporate Air
- Interisland Airlines
- South East Asian Airlines (SEAir)

De Manila a Kalibo:
- Air Philippines
- Asian Spirit
- Cebu Pacific Air
- Philippine Airlines

De Cebú a Caticlán:
- Asian Spirit
- South East Asian Airlines (SEAir)

(Algunas aerolíneas solo sirven estas rutas en temporada alta)

#### Por barco
Varios ferris realizan el recorrido entre Manila y Caticlán. El viaje dura entre 12 y 16 horas.
Ferris de Manila a Caticlán:
- MBRS Lines
- Negros Navigation
- SuperFerry

(Algunos operadores solo sirven estas rutas en temporada alta)

#### Por carretera
A las provincias del sur se puede llegar desde Manila a través de la autopista náutica SRNH. Podemos tomar un autocar a cualquier hora del día desde la terminal de Philtranco en Cubao o Pasay City. El viaje tiene una duración aproximada de 12 horas. Caticlán es el cuarto puerto marítimo que conecta la SRNH desde Manila en dirección sur.

### Transporte interior
Dentro de Borácay, los triciclos motorizados que podemos encontrar en Main Road son el principal medio de transporte. También es posible alquilar motocicletas, bicicletas de montaña o cuatrimotos. El camino de arena Beachfront Path sólo puede recorrerse a pie o mediante pedicab.
Para explorar la costa de la isla, se pueden alquilar bancas motorizadas y paraws, que son un tipo de pequeño trimarán de uso tradicional en todo el sudeste asiático.

## Curiosidades
Se considera que la rápida reparación de los daños tras el tifón de 2006 se debe en gran medida al extenso uso de materiales nativos en las construcciones. Las cabañas y estructuras de madera de nipa tienen ciertamente una baja solidez, pero presentan igualmente una menor peligrosidad en caso de desplome. La limpieza y reconstrucción es más rápida y económica que con los materiales de obra tradicionales.